# Forney
Forney è un centro abitato degli Stati Uniti d'America situato nella contea di Kaufman dello Stato del Texas.
La popolazione era di 14.661 persone al censimento del 2010.

## Geografia fisica
Forney è situata a 32°45'5" North, 96°28'2" West (32.751521, -96.467225), circa 4 miglia a sud est del lago Ray Hubbard, precedentemente noto come Forney Lake.
Secondo lo United States Census Bureau, in 2010 ha un'area totale di 13,14 miglia quadrate (34,0 km²).

## Società

### Evoluzione demografica
Secondo il censimento del 2000, c'erano 5.588 persone, 1.920 nuclei familiari e 1.522 famiglie residenti nella città. The population density is 275,2/km² (712.5/mi²). There are 2.001 unità abitative a una densità media di 98,5/km² (255.1/mi²). La composizione etnica della città era formata dall'83,72% di bianchi, il 7,39% di afroamericani, lo 0,55% di nativi americani, lo 0,20% di asiatici, lo 0,14% di isolani del Pacifico, il 6,30% di altre razze, e l'1,70% di due o più etnie. Il 9,61% della popolazione erano Ispanici o latinos di qualsiasi razza.
C'erano 1.920 nuclei familiari di cui il 46,7% aveva figli di età inferiore ai 18 anni, il 62,0% aveva coppie sposate conviventi, il 13,1% aveva un capofamiglia femmina senza marito, e il 20,7% erano non-famiglie. Il 17,7% di tutti i nuclei familiari erano individuali e il 6,9% aveva qualcuno che viveva da solo e che aveva 65 anni o più. Il numero di componenti medio di un nucleo familiare era di 2,91 e la dimensione media della famiglia era di 3,29 componenti.
La popolazione era composta dal 32,1% di persone sotto i 18 anni, il 7,8% di persone dai 18 ai 24 anni, il 33,5% di persone dai 25 ai 44 anni, il 18,6% di persone dai 45 ai 64 anni, e l'8,0% di persone di 65 anni o più. L'età media era di 32 anni. Per ogni 100 femmine c'erano 93,8 maschi. Per ogni 100 femmine dai 18 anni in giù, c'erano 91,6 maschi.
Il reddito medio di un nucleo familiare era di 52.014 dollari e quello di una famiglia era di 58.295 dollari. I maschi avevano un reddito medio di 34.886 dollari contro i 30.841 dollari delle femmine. Il reddito pro capite era di 21.217 dollari Il 5,3% della popolazione e il 3,6% delle famiglie erano sotto la soglia di povertà.